# Фет Віктор Якович
Віктор Якович Фет (англ. Victor Fet, рос. Виктор Яковлевич Фет; * 9 травня 1955, Кривий Ріг) — російський поет та драматург українського походження. Окрім письменництва відомий у царині науки як американський та туркменський) зоолог та професор біології. 

## Біографічна канва
Народився в сім'ї інженерів, згодом наукових працівників Сибірського відділення Академії наук СРСР. Дитинство та юність Віктора пов'язані з Новосибірськом. Закінчив біологічне відділення факультету природничих наук Новосибірського державного університету (1976). За освітою біохімік, але, відчуваючи схильність до традиційнішого профілю «натураліста», ще студентом почав переорієнтовуватися на зоологію безхребетних. Від 1976 року працював у заповідниках Туркменістану (спочатку в Бадхизькому, потім — Сюнт-Хасардазькому). Закінчив аспірантуру Зоологічного інститут Академії наук СРСР у Санкт-Петербурзі (1984). Захистив дисертацію «Фауна та еколого-біогеографічні особливості павуків Південно-Західного Копетадгу» на здобуття наукового ступеню кандидата біологічних наук.
Хатинка Фета на далекому кордоні заповідника дивним чином стала інтелектуальним центром, відомим далеко поза межами Туркменістану.
|                                           | Оселя Віктора Фета стоїть під скелею біля входу до ущелини Айдере — найвіддаленішої і, либонь, найбільш вражаючої ділянки заповідника. Будинок цей, із кількома тісними кімнатками, прогнилою, проламаною підлогою, з газетами на стінах та вікнах, під якими вдень та вночі волає віслюк,— тема особлива. Тижнями й місяцями живуть тут першокурсники й доктори наук, ентомологи й ботаніки, художники й змієлови, лісовпорядники й кореспонденти з Москви й Хабаровська, Вільнюса й Іркутська… Сплять на підлозі в спальниках, кому пощастить, їдять що трапиться, вимотуються за день чи за кілька день у горах, але, повернувшись, замість того щоб виспатися, з гордістю демонструють свої трофеї. |
| — Сергій Марков, Ромашка в Місячних горах | |

Проте 1987 року Фет мусив звільнитися з заповідника через довготривалий конфлікт із дирекцією.
|                                           | — Боротьба з браконьєрами не провадиться,— казав мені Віктор Фет.— Я маю на увазі єгерів, роботу яких директор мусить контролювати. І втручатися нікому не дозволяє. За підсумками минулого року [1985] заповідник у цьому відношенні було визнано найгіршим у республіці. А наукові співробітники, що затримують браконьєрів, не дістають навіть усних заохочень. Радше навпаки. Один молодший науковий співробітник затримав троїх озброєних браконьєрів — і сам же виявився винним у тому, що щось там перевищив… Але ж він зовсім неозброєний був! |
| — Сергій Марков, Ромашка в Місячних горах | |

1988 року емігрував. Тимчасово перебуваючи в Італії (в очікуванні дозволу на в'їзд до Сполучених Штатів), встиг за кілька місяців укласти та видати каталог скорпіонів Радянського Союзу. У 1988–1990 працював в Університеті Вандербільта (Нешвілл, Теннессі), у 1990–1995 — в Університеті Ігнатія Лойоли (Новий Орлеан), а від 1995 — в Університеті Маршалла, де зараз (2015 рік) має посаду професора (full professor). Постійно їздить з експедиціями до різних країн світу (зокрема, до Мексики, Балканських країн, Туркменістану, Нової Зеландії).
Одружений, має доньку й сина.

## Наукова діяльність
Ще в університеті Віктор виявив потяг до зоології безхребетних (в першу чергу павуків), брав участь у польових дослідженнях в Туркменістані (Репетек), проте відповідної спеціалізації в Новосибірському університеті не було, й дипломну роботу він виконував з молекулярної біології (вона стала його першою науковою працею; опублікована 1977 року в журналі «Молекулярная биология»).
Переїхавши після закінчення університету до Туркменістану, Фет займався зоологією та екологією павуків у Бадхизькому заповіднику біля Кушки, а після створення Сюнт-Хасардазького заповідника в горах Копетдагу перевівся туди. Поступив до заочної аспірантури Зоологічного інституту, опублікував низку праць у провідних наукових журналах, захистив кандидатську дисертацію, став одним з нечисленних у Радянському Союзі фахівцем з арахнології (розділ зоології, що займається павуками). Поступово його наукові зацікавлення перемістилися до зоології скорпіонів.
Після еміграції до Сполучених Штатів спочатку займався біохімією та молекулярною біологією; лише отримавши посаду в Університеті Маршалла, зміг поєднувати свій вишкіл у цих науках із вивченням скорпіонів: досліджує їхню систематику та філогенез методами сучасної молекулярної біології.
Крім праць з молекулярної біології, арахнології та біології скорпіонів, є співавтором фундаментальних монографій з біогеографії та екології Туркменістану й Болгарії.

## Поетична творчість
Віршування було одним із захоплень Фета ще зі студентських років. Він багато писав, в тому числі для студентського театру, який сам очолював і який був 1976 року, напередодні захисту диплома, розігнаний університетським парткомом.
Особливо плідним був туркменський період життя Віктора Фета: тут він створив багато віршів, поему «Закон кулана». Навколишнє середовище та наукова праця постійно давали матеріал для його поезії. Частину його віршованих творів можна віднести до так званої «наукової поезії».
Після того, як Фет покинув Туркменістан, він як поет надовго замовкає і лише 1995 року знов починає писати вірші. Іноді пише англійською мовою, але переважно все ж таки російською. Наукова тематика посідає щодалі значніше місце в його творчості. Зокрема, він вдається до такого рідкісного жанру, як науково-фантастична поема: віршована антиутопічна драма «Долліна доля, або Мутантний Мутон» (жанр зазначений автором як «опера для дітей»), нещодавно перекладена болгарською мовою (болг. «Долината на Доли или Мутиралият Мутон», Театър, 2007, брой 01/03), вона також звучала по болгарському радіо.
Займався також художнім перекладом, зокрема, переклав з англійської відому своєю незбагненністю поему Льюїса Керролла «Полювання на Снарка».
Віктор Якович Фет також організував переклад на тюркські мови казок Льюїса Керролла про Алісу Ліддел, яким керувався сам як редактор-консультант. Також він організував перетворення казки «Аліса в країні чудес» в башкирську мову», письменниця Гузель Сітдікова перевела твір на башкирську мову, спираючись на його поради і пропозиції. Книга була опублікована в Ірландії в 2017 році під назвою (башк. «Әлисәнең Сәйерстандағы мажаралары»).

### Україна в літературному доробку Віктора Фета
З усіх регіонів колишнього СРСР найважливіше місце в творчості Фета займав і займає, безперечно, Туркменістан, проте вагома частина його творів пов'язана (в першу чергу пейзажно) також із Півднем України: Одеська область, чорноморське узбережжя, Крим, частково — території колишніх Вільностей Запорозьких. Це має свої коріння як у канікулярних враженнях юнака (наприклад, його фарс «Гістріони» позначено: «19 липня 1974, Кароліно-Бугаз, Одеська область»), так і в особливій увазі автора до постаті та діяльності на цих теренах князя Потьомкіна, якого він неодноразово називає запорозьким «псевдонімом» Нечоса.
|                    | От Голой Пристани направо (По карте, значит, на восток) Летит она, толкуя здраво, Что Крым не так уж и далёк. Летит над картою Птеница, И тень её на Крым ложится, Где одинокие Птецы Берут жильём себе дворцы. Не в Ялте, где морские ванны, И не в Гурзуфе, где тоска, И не у жалкого фонтана Гнездо татарского князька. На север дальше, за яйлою, Они в таврических степях Избрали площадью жилою Фанерных зданий полупрах. Места, где доблестный Нечоса Решал жилищные вопросы И, запросто дурача всех, Менял фанеру на успех. |
| — Виктор Фет. Птец | |

Потьомкін та диктові «потьомкінські села» відіграють важливу роль у його напівдраматичному уривку «Потёмкин и селяне» (1975), поемі «Птец» (1976), англомовному лібрето «History 101» (1979) тощо.
|                        | Стояли призрачные хаты От жизни в нескольких шагах. Шагал по шляху князь проклятый. Проклятый князь и пыльный шлях. Напоминая наважденья И злые утренние сны, Стояли плоские творенья Без толщины, без глубины. Они от ветра чуть качались, Скрипели каждою доской И от театра отличались Огромным небом над собой. |
| — Виктор Фет. Потёмкин | |

## Поетичні публикації
- Пушкин в Сиднее // Крокодил, 1977, № 14, с. 6 (єдина поетична публікація, яка з'явилася в Радянському Союзі).
- Под стеклом. Стихи и другие сочинения. Новосибирск: Сибирский хронограф, 2000, 504 с. ISBN 5-87550-114-6.
- Многое неясно. Новосибирск: ГЕО, 2004, 174 с. ISBN 5-7692-0671-3.
- [Стихи] // Навигатор [газета], 30 января 2004, № 4, с. 22 (електронна версія)[недоступне посилання з липня 2019].
- Отблеск. Новосибирск: ГЕО, 2008, 164 с. ISBN 978-5-9747-0138-2.
- Бібліографія «небіологічних» творів Віктора Фета (рос.).

## Виноски
1. 1 2 3 4  Чеська національна авторитетна база даних
2. ↑  Montenegro A. ORCID Public Data File 2023 — 2023. — doi:10.23640/07243.24204912.V1
3. ↑  Його батько — доктор технічних наук, фахівець з архітектури обчислювальних систем та історії науки:  [Архівовано 2 грудня 2007 у Wayback Machine.].
4. ↑  Архівована копія. Архів оригіналу за 5 травня 2009. Процитовано 21 травня 2009.{{cite web}}:  Обслуговування CS1: Сторінки з текстом «archived copy» як значення параметру title (посилання)
5. ↑  Див.: Н. Демурова. Картинки и разговоры. Беседы о Льюисе Кэрролле. Санкт-Петербург: Вита Нова, 2008, с. 317-328.
6. ↑  Л. Кэрролл. Әлисәнең Сәйерстандағы мажаралары. (Башҡортсаға Г. Ситдиҡова тәржемәһе) — Evertype (Ирландия), 2017. — 129 с. — ISBN-10 1-78201-201-X ISBN-13 978-1-78201-201-6
7. ↑  Әлисәнең һәм Гүзәл Ситдиҡованың Сәйерстандағы мажаралары [Архівовано 2018-09-16 у Wayback Machine.] Башҡортостан. 10.01.2018